# Сражение при Дего
Сражение при Дего (фр. Bataille de Dego) произошло 14—15 апреля 1796 года возле поселка Дего, на северо-западе Италии, во время итальянской кампании 1796 года года в эпоху французских революционных войн между французскими и австро — сардинскими войсками и закончилось победой французов.

## Перед сражением
После того, как часть австрийской армии была разбита в битве при Монтенотте, Наполеон Бонапарт пытался помешать соединению армий Австрии и Пьемонта. Захват французами позиции при Дего позволил бы им контролировать единственную дорогу, по которой могли соединиться две вражеские армии. Дивизии Лагарпа и Массены и бригада Виктора направились 13 апреля 1796 года, чтобы штурмовать его.
Дего находится на склоне холма, с одной стороны протекает река Бормида, с другой — глубокое ущелье. Оборона города опиралась на форт на невысоком утесе, примыкающем к холму, укрепленный ретраншементами с 18 орудиями. Гарнизон состоял из смешанного отряда австрийских и сардинских частей в составе 4 батальонов.

## Ход сражения

#### 14 апреля. День первый
Войска генерала Массены занимают центр боевой линии. Войска коалиции открывают огонь с холма. Тем не менее атакующие колонны наступают. Правая, вместо того, чтобы атаковать прямо на Дего, делает обход и идет в тыл защитникам. На своем пути она встречает полк, который идет на усиление австрийцев. Она атакует его и заставляет отступить. Бой продолжается. Войска Массены захватывают Дего и, пользуясь пересеченной местностью, быстро достигают вершины холма и выбивают союзников. Атакованные с несколько сторон, деморализованные защитники форта сдаются.
Бонапарт оставляет в Дего дивизию Массены, а с остальными войсками направляется на Чева.
В это же время Менар и Жубер захватили высоты Биестро. Разделение армий австрийской и сардинской стало ярко выраженным.
Австрийская армия потеряла чуть около 3000 человек убитыми ранеными и пленным, много пушек. Французские войска — 1500 человек убитыми и ранеными.

#### 15 апреля. День второй
Французы после взятия поселка стали его грабить, разбрелись по окрестности, не выставили охранение и поэтому не заметили подхода в 3 часа утра 15 апреля пяти гренадерских батальонов Вукасовича, направленных из Вольтри через Саселло и ещё накануне вышедших в окрестности Дего. Туман способствовал их незаметному подходу.
На позиции оставались лишь несколько французских батальонов. Гренадеры легко захватили селение, а затем и форт, оставленный его защитниками.

Массене и его командиром удалось собрать своих разбежавшихся солдат и восстановить порядок на равнине возле Дего. Бонапарт, узнав о нападении австрийцев на Дего, направился туда, приказав Массене сдерживать австрийцев, дивизии Лагарпа поддержать Массену в Дего, а бригаде Виктора обойти противника и ударить по нему с тыла. 
После двухчасового жаркого боя Дего был взят обратно. Победу обеспечил адъютант генерала Бонапарта Ланюсс. В момент, когда исход боя ещё не определился, он во главе двух батальонов легких войск взобрался по левому откосу холма Дего. Батальоны венгерских гренадер ринулись, чтобы помешать их подъёму. Обе французские колонны три раза принимались, чтобы продвигаться вперед и были отброшены назад. В третий раз Ланюсс, подняв шляпу на конце своей сабли, отважно выступил вперед и обеспечил победу. За этот поступок, происшедший на глазах у командующего, он был произведен в чин бригадного генерала. Генералы Косс и Банель были убиты.
Вукасович, потеряв половину своего отряда, отступил на Акви.
Около 1000 австрийцев взяты в плен, 670 убиты или ранены, захвачена вся их артиллерия. Французы потеряли почти 1000 человек.

## Результаты
После сражения у Дего боевые действия были направлены против пьемонтцев. В отношении австрийцев французы удовольствовались тем, что оказывали им сопротивление. 